# Übereinkommen über handelsbezogene Aspekte der Rechte des geistigen Eigentums
Das Übereinkommen über handelsbezogene Aspekte der Rechte des geistigen Eigentums oder TRIPS-Abkommen (englisch Agreement on Trade-Related Aspects of Intellectual Property Rights; französisch Accord sur les aspects des droits de propriété intellectuelle qui touchent au commerce) ist eine internationale Vereinbarung auf dem Gebiet der Immaterialgüterrechte. Es legt minimale Anforderungen für nationale Rechtssysteme fest. Dies soll sicherstellen, dass die Maßnahmen und Verfahren zur Durchsetzung der Rechte des geistigen Eigentums nicht selbst zu Schranken für den rechtmäßigen Handel werden.

## Bedeutung des TRIPS-Abkommens
Grundprinzipien des TRIPS-Abkommens sind die nationale Behandlung, die Gleichbehandlung aller Angehörigen der Mitgliedsstaaten sowie ausgeglichener Schutz zur Förderung der technischen Innovation und des Technologietransfers. Sowohl Hersteller als auch Nutzer sollen profitieren und wirtschaftlicher und sozialer Wohlstand sollen gesteigert werden.
Das TRIPS-Abkommen regelt Rechtsgebiete wie:
- Urheberrecht, Markenrecht und Patente
- geographische Angaben
- Geschmacksmuster
- Halbleiterschutz
- den Schutz nicht offengelegter Informationen (Geschäftsgeheimnisse)
- die Bekämpfung wettbewerbswidriger Praktiken in vertraglichen Lizenzen.

Das TRIPS-Abkommen fordert von den Mitgliedsstaaten Minimalkriterien u. a. in den folgenden Bereichen:
- Urheberrechte müssen mindestens 50 Jahre lang ab Ende des Kalenderjahres der Veröffentlichung des Werkes aufrechterhalten bleiben.
- Urheberrechte entstehen automatisch. Sie bedürfen keiner Formalität wie einer Registrierung oder eines Verlängerungsantrages.
- Computerprogramme müssen unabhängig von ihrer Form als Werke der Literatur im Sinne des Urheberrechts angesehen werden und daher auch den gleichen Schutz erhalten.
- Nationale Ausnahmen des Urheberrechts (wie fair use in den USA) oder sonstige Schrankenbestimmungen sind durch den sogenannten Dreistufentest (Art 13 TRIPS; Art. 9 Abs 2 der Berner Übereinkunft im Hinblick auf das Vervielfältigungsrecht) allgemein begrenzt.
- Patente müssen auf allen technischen Gebieten bewilligt werden. Eine international gültige Definition der „Technizität“ gibt es jedoch nicht.
- Ausnahmen von den ausschließlichen Rechten müssen so begrenzt sein, dass die normale Auswertung des urheberrechtlichen Werkes nicht beeinträchtigt werden darf (Art. 13) und nicht unangemessen im Widerspruch zur normalen Auswertung eines Patents steht (Art. 30).
- In jedem Staat dürfen der Schutzumfang des geistigen Eigentums den Bürgern des eigenen Staates nicht mehr Rechte oder Vorteile gewähren als Bürgern anderer Vertragsstaaten. Dies wird auch Inländerbehandlung genannt. Das TRIPS-Abkommen besitzt auch eine Meistbegünstigungsklausel, d. h., dass ein Vorteil, der etwa Bürgern eines Staates zugutekommt, zugleich auch den Bürgern (bzw. Gesellschaften oder anderen juristischen Personen) eines anderen Staates zugutekommen muss.

Die TRIPS-Bestimmungen im Bereich des Urheberrechts verweisen auf die Berner Übereinkunft zum Schutz von Werken der Literatur und Kunst in der Fassung der Stockholmer Revisionskonferenz 1971. Ausnahmen sind Computerprogramme und Datensammlungen (Art. 10 TRIPS, sog. „Berne Plus Approach“). Urheberpersönlichkeitsrechte (moral rights) sind hingegen nicht erfasst. Im Hinblick auf verwandte Schutzrechte verweist das TRIPS-Abkommen auf das Rom-Abkommen 1961.
Da der Vertrag den Mitgliedsstaaten nur Mindeststandards auferlegt, gewähren viele Staaten weitergehende Rechte. So erlischt beispielsweise in Deutschland (§ 64 UrhG) und allen anderen Staaten der EU (Art. 1 der Richtlinie 2006/116/EG) das Urheberrecht erst 70 Jahre ab dem Tod des Urhebers, während Art. 12 des TRIPS-Abkommens nur 50 Jahre ab Veröffentlichung des Werkes vorschreibt.

## Geschichte
Die Entstehung des TRIPS-Abkommens ist eng verbunden mit der Arbeit des Intellectual Property Committee, eines Zusammenschlusses von 13 US-amerikanischen Konzernen der Hochtechnologie, die auf der ganzen Welt für eine Verbindung von Fragen des geistigen Eigentums und des Freihandels warben. Nachdem geistiges Eigentum bislang exklusiv als Aufgabe der Weltorganisation für geistiges Eigentum (WIPO) angesehen worden war, wurde TRIPS ein Abkommen im Rahmen der Welthandelsorganisation (WTO).

### GATT
Das TRIPS-Abkommen wurde zum Allgemeinen Zoll- und Handelsabkommen (GATT) am Ende der Uruguay-Runde 1994 hinzugefügt. Die Einbeziehung des TRIPS-Abkommen erfolgte vor allem auf Drängen der Vereinigten Staaten, gestützt durch die EU, Japan und andere Erste-Welt-Länder. Weiteren Einfluss hatten die Kampagnen der einseitigen ökonomischen Ermutigung (unter dem Allgemeinen Präferenzsystem) und des Zwangs (unter Abschnitt 301 des Trade Act). Die amerikanische Strategie zur Verknüpfung von Handelsrichtlinien mit Richtlinien des geistigen Eigentums hat ihren Ursprung in den achtziger Jahren in der Führungsetage von Pfizer Inc., einem globalen Pharmazeutik-Unternehmen. Pfizer mobilisierte zwölf weitere internationale US-Unternehmen und schloss sich mit diesen im Intellectual Property Committee (IPC) zusammen. Das IPC machte durch Lobbyarbeit die Maximierung von Privilegien an geistigem Eigentum zur Top-Priorität der US-Handelspolitik.
Nach der Uruguay-Runde wurde das GATT zur Grundlage der WTO. Nachdem die Ratifizierung des TRIPS-Abkommens für eine WTO-Mitgliedschaft verpflichtend ist, muss jeder Staat, der Zugang zu den Märkten der WTO-Mitglieder erlangen will, die sehr strengen Regelungen des geistigen Eigentums des TRIPS-Abkommens in nationales Recht umsetzen.

### WTO
Darüber hinaus besitzt das TRIPS-Abkommen im Gegensatz zu anderen internationalen Vereinbarungen einen mächtigen Durchsetzungsmechanismus. Staaten, die ihr Rechtssystem für geistiges Eigentum nicht TRIPS-konform gestalten, können durch den WTO-Streitschlichtungsmechanismus diszipliniert werden, der es ermöglicht, Handelssanktionen gegen abtrünnige Staaten zu verhängen.

## Kritik
Seit das TRIPS-Abkommen in Kraft getreten ist, muss sich die WTO mit zunehmender Kritik von Entwicklungsländern, Wissenschaftlern und nichtstaatlichen Organisationen (NGOs) auseinandersetzen. Peter Drahos beschreibt TRIPS als Ergebnis eines Lobbying-Prozesses durch multinationale Unternehmen wie Pfizer und IBM mit dem Ziel, globale Monopole für die Verwertung von Geschäftsideen, Erfindungen und Entdeckungen zu etablieren. Die Setzung von Innovationsanreizen ginge dabei zu Lasten der Diffusion von Wissen, was insgesamt zu einer ineffizienten Verteilung von Ressourcen führe.
Anderen Kritikern, insbesondere aus den USA, geht der Schutz geistigen Eigentums durch TRIPS nicht weit genug. Eine stärkere Berücksichtigung der Entwicklungsländer im Rahmen des TRIPS-Abkommens könnte daher dazu führen, dass Wirtschaftssanktionen und der Schutz von geistigen Eigentumsrechten außerhalb des TRIPS-Rahmens eine größere Rolle spielen.

### Medikamente
Die bisher heftigste Auseinandersetzung fand über AIDS-Medikamente für Afrika statt. Trotz der nach Ansicht der Kritiker unvertretbaren Rolle, die Patente in Afrika bei der Aushöhlung des öffentlichen Gesundheitswesens spielten, wurde 2005 das TRIPS-Abkommen, nach Kritikersicht nur geringfügig, durch den Anhang Artikel 31bis zu Artikel 31 geändert. Dies geschah im Rahmen der bereits im November 2001 ergangenen Doha Declaration, einer erläuternden Stellungnahme, welche darauf hinweist, dass Mitgliedsstaaten durch das TRIPS-Abkommen nicht (mehr) daran gehindert werden sollen, Krisen im öffentlichen Gesundheitswesen zu bewältigen. Die Kritiker sind nun der Auffassung, seit diesem Zeitpunkt würden die Vereinigten Staaten (und in geringerem Ausmaß auch andere entwickelte Nationen) auf Geheiß der PhRMA (Vertretung der pharmazeutischen Industrie in den USA) daran arbeiten, die Auswirkungen dieser Erklärung so gering wie möglich zu halten.
Dem wird entgegengehalten, es dürfe hierbei aber nicht übersehen werden, dass die Mehrheit der Medikamente nicht (mehr) patentiert sei, und dass auch diese nicht-patentierten Medikamente aus verschiedenen Gründen nicht überall in Afrika ausreichend verfügbar seien. Ein Grund sei die mangelnde Infrastruktur in vielen afrikanischen Ländern. Ein anderes Problem sei die weit verbreitete Korruption; auch günstig verfügbar gemachte Medikamente erreichten nicht unbedingt die Patienten in den sog. Entwicklungsländern, sondern würden stattdessen exportiert, was durch die Zwangslizenzmechanismen der Art. 31 TRIPS verhindert werden soll. Unter marktwirtschaftlichen Voraussetzungen seien Investitionen privater Unternehmen in die Forschung und Entwicklung nur zu erwarten, wenn die Kosten gedeckt und Profite erwirtschaftet werden könnten.
Am 2. Oktober 2020 wurde von Südafrika und Indien der Vorschlag eingereicht, das Patentrecht beim COVID-19-Impfstoff vorübergehend auszusetzen. Über 100 Länder unterstützten diesen Vorschlag. Die EU, die Schweiz und weitere Länder lehnen ihn ab.

### Software-Patente
Die amerikanische Delegation hat anlässlich der Debatte um die Neuregelung von Softwarepatentierung die Meinung vertreten, es sei nach TRIPS Artikel 27 nicht möglich, Software-Patente vollständig zu verbieten.
Das deutsche Bundespatentgericht stellt aber klar:

„Auch das Übereinkommen über handelsbezogene Aspekte der Rechte des geistigen Eigentums (Trade Related Aspects of Intellectual Property Rights = TRIPS) führt zu keiner anderen Beurteilung der Patentfähigkeit. Abgesehen von der Frage, in welcher Form das TRIPS-Abkommen – unmittelbar oder mittelbar – anwendbar ist […], würde nämlich auch die Heranziehung von Art 27 Abs 1 TRIPS-Abkommen hier nicht zu einem weitergehenden Schutz führen. Mit der dortigen Formulierung, wonach Patente für Erfindungen auf allen Gebieten der Technik erhältlich sein sollen, wird nämlich im Grunde nur die bisher schon im deutschen Patentrecht vorherrschende Auffassung bestätigt, wonach der Begriff der Technik das einzig brauchbare Kriterium für die Abgrenzung von Erfindungen gegenüber andersartigen geistigen Leistungen, mithin die Technizität Voraussetzung für die Patentfähigkeit ist (in der Entscheidung des BGH ‚Logikverifikation‘ ist insoweit die Rede von ‚nachträglicher Bestätigung‘ der Rechtsprechung durch die Regelung in Art 27 Abs 1 TRIPS-Abkommen). Auch der Ausschlusstatbestand des § 1 Abs. 2 Nr. 3 und Abs 3 PatG kann vor dem Hintergrund, dass er auf dem Gedanken des fehlenden technischen Charakters dieser Gegenstände beruht, nicht im Widerspruch zu Art 27 Abs 1 TRIPS-Abkommen gesehen werden.“

Text der einschlägigen TRIPS-Bestimmung:

„Article 27 (Patentable Subject Matter)
1. Subject to the provisions of paragraphs 2 and 3, patents shall be available for any inventions,
whether products or processes, in all fields of technology, provided that they are new, involve an inventive step and are capable of industrial application. Subject to paragraph 4 of Article 65, paragraph 8 of Article 70 and paragraph 3 of this Article, patents shall be available and patent rights enjoyable without discrimination as to the place of invention, the field of technology and whether products are imported or locally produced.“